# Jan Cornelis Gülcher

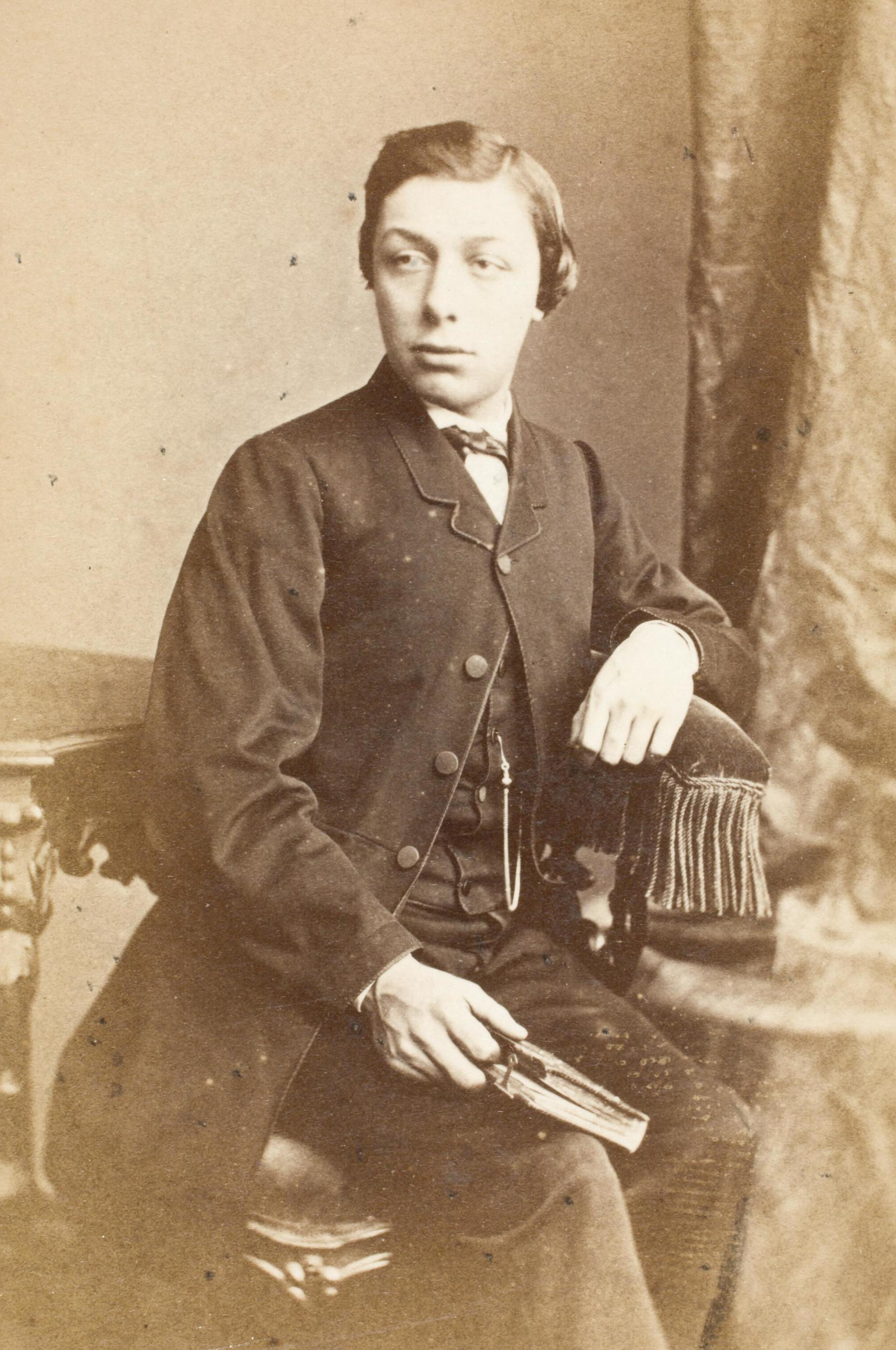
J.C. Gülcher (ca. 1875)

Jan Cornelis Gülcher (Amsterdam, 20 juli 1851 − Hilversum, 3 maart 1933) was een Nederlands burgemeester.

## Biografie
Gülcher was een lid van de patriciaatsfamilie Gülcher en een zoon van rechter mr. Carl Fredrik Gülcher (1808-1871) en diens eerste vrouw Johanna Christina Petronella Theodora Tinne (1812-1862), volle nicht van ontdekkingsreizigster Alexine Tinne (1835-1869). Gülcher was leerling op het elite-instituut Noorthey te Voorschoten. In 1864 schreef de 13-jarige Cornelis in een brief aan zijn vader dat de kostschooljongens op maandag 3 oktober onder leiding van ‘de Engelsche meester’ het spel ‘foot-ball’ hadden gespeeld, dat hij als volgt uitlegt: ‘Dit spel is heel goed als het koud is, daar men een groote gommelestieke bal, die met leder omwonden is en bijna 3 palm middenlijn heeft, moet voortschoppen.’ Maar al tijdens het eerste partijtje ‘brak de bal’ en moest de bal terug naar Londen om te worden gerepareerd. Ondertussen speelden de jongens hockey: ‘dat bijna hetzelfde is maar waarbij men een gewone bal met stokken moet voortslaan’
Gülchers brief is van groot sporthistorisch belang, omdat het de voor Nederland allereerste keer is dat in een geschrift niet alleen aan voetbal en hockey wordt gerefereerd, maar ook wordt uitgelegd, zij het summier, hoe de sporten gespeeld moeten worden.
Gülcher trouwde in 1877 met de Ierse domineesdochter Amelia Denny (1850-1897) met wie hij zes kinderen kreeg. In 1898 werd hij benoemd tot burgemeester van Hilversum hetgeen hij tot 1915 zou blijven; zijn functie werd gedurende korte tijd waargenomen in 1909.
1. ↑  Jan Luitzen: Vivat! Vivat Noorthey! Een cultuurhistorische analyse van de introductie van cricket, voetbal en lawntennis in Nederland en de rol daarbij van jongenskostschool Noorthey en haar alumni, 1820-1886. Emst, Sportliteratuur Uitgeverij, 2020. ISBN 9789460210525